# Atelognathus nitoi
Az Atelognathus nitoi a kétéltűek (Amphibia) osztályába, a békák (Anura) rendjébe és a Batrachylidae családjába tartozó faj. Nevét Nito Barrio, a fajt leíró Avelino Barrio fia után kapta, aki a fajt felfedezte, és egyedeit apjának begyűjtötte.

## Előfordulása
A faj Argentína endemikus faja. A faj Argentína Río Negro tartományában, Bariloche megyében, a Nahuel Huapi Nemzeti Parkban honos, 1300–1500 m magasságon.